# Andrena luridiloma
Andrena luridiloma là một loài Hymenoptera trong họ Andrenidae. Loài này được Strand mô tả khoa học năm 1915.